# زاده شدم برای شادی تو
«زاده شدم برای شادی تو» (به انگلیسی: Born to Make You Happy) تک‌آهنگی از بریتنی اسپیرز است که در سال ۱۹۹۹ میلادی منتشر شد. این تک‌آهنگ در آلبوم ...عزیزم یک بار دیگر (آلبوم) قرار داشت.
این تک‌آهنگ در چارت‌های بریتانیا، ایرلند در رتبه اول و در چارت‌های ایتالیا، والونیا، فنلاند، سوئد، فرانسه، اتریش، فلاندرز، آلمان، سوئیس، نروژ جزو ده ترانه اول قرار گرفت.